# Tadeusz Hanusek
Tadeusz Franciszek Hanusek (ur. 1 kwietnia 1932 w Radlinie, zm. 17 maja 2017 w Warszawie) – polski aktor i krytyk filmowy.

## Życiorys
6 listopada 1952 miał miejsce jego debiut teatralny. Występował w następujących teatrach:
- Teatr Śląski w Katowicach (1952–1956)
- Teatr Współczesny w Szczecinie (1956)
- Operetka Szczecińska (1957–1959)
- Operetka Śląska w Gliwicach (1959–1962)
- Operetka Warszawska (1962–1975)
- Teatr Syrena w Warszawie (1978–1990)

Pochowany na cmentarzu komunalnym Północnym w Warszawie.

## Filmografia
| Filmy fabularne     |                                                       |                                       |                                                                                                  |
| Rok                 | Tytuł                                                 | Reżyser                               | Rola                                                                                             |
| 1979                | Ojciec królowej                                       | Wojciech Solarz                       |                                                                                                  |
| 1979                | Dyrygent                                              | Andrzej Wajda                         | skrzypek z Warszawy                                                                              |
| 1980                | Polonia Restituta                                     | Bohdan Poręba                         | (odc. 1)                                                                                         |
| 1980                | Miś                                                   | Stanisław Bareja                      | urzędnik na Heathrow                                                                             |
| 1982                | Wielki Szu                                            | Sylwester Chęciński                   |                                                                                                  |
| 1983                | Szkoda twoich łez                                     | Stanisław Lenartowicz                 | aktor                                                                                            |
| 1983                | Katastrofa w Gibraltarze                              | Bohdan Poręba                         | oficer na odprawie po zdymisjonowaniu Sikorskiego                                                |
| 1983                | Lata dwudzieste... lata trzydzieste...                | Janusz Rzeszewski                     | szatniarz                                                                                        |
| 1984                | Godność                                               | Roman Wionczek                        |                                                                                                  |
| 1984                | Cień już niedaleko                                    | Kazimierz Karabasz                    | interesant                                                                                       |
| 1986                | Czas nadziei                                          | Roman Wionczek                        | uczestnik zebrania Komitetu Zakładowego PZPR                                                     |
| 1988                | Generał Berling                                       | Roman Wionczek                        | Włodzimierz Sokorski                                                                             |
| 1988                | Czarodziej z Harlemu                                  | Paweł Karpiński                       |                                                                                                  |
| 1989                | Po upadku. Sceny z życia nomenklatury                 | Andrzej Trzos-Rastawiecki             |                                                                                                  |
| 1990                | Superwizja                                            | Robert Gliński                        | mężczyzna w kapsule                                                                              |
| 1990                | Korczak                                               | Andrzej Wajda                         |                                                                                                  |
| 1990                | Kapitan Conrad                                        | Andrzej Kostenko                      |                                                                                                  |
| 1991                | Panny i wdowy                                         | Janusz Zaorski                        | odźwierny w lokalu                                                                               |
| 1991                | Zwichnięcie                                           | Bernard Uzan                          | kelner                                                                                           |
| 1992                | Enak                                                  | Sławomir Idziak                       | oficer milicji                                                                                   |
| 1992                | 1968. Szczęśliwego Nowego Roku                        | Jacek Bromski                         | sąsiad                                                                                           |
| 1993                | Uprowadzenie Agaty                                    | Marek Piwowski                        | spowiednik Agaty                                                                                 |
| 1993                | Skutki noszenia kapelusza w maju                      | Krystyna Krupska-Wysocka              | urzędnik pocztowy                                                                                |
| 1994                | Zawrócony                                             | Kazimierz Kutz                        | sierżant                                                                                         |
| 1994                | Ptaszka                                               | Krystyna Krupska-Wysocka              | ksiądz na pogrzebie babci Lipeckich                                                              |
| 1995                | Pułkownik Kwiatkowski                                 | Kazimierz Kutz                        |                                                                                                  |
| 2005                | PitBull                                               | Patryk Vega                           | lekarz                                                                                           |
| Seriale telewizyjne |                                                       |                                       |                                                                                                  |
| Rok                 | Tytuł                                                 | Reżyser                               | Rola                                                                                             |
| 1979                | Strachy                                               | Stanisław Lenartowicz                 | aktor                                                                                            |
| 1981                | 07 zgłoś się                                          | różni                                 | kierownik składu "Chopina"; rola dubbingowana przez Mariusza Gorczyńskiego (odc. 11)             |
| 1982                | Dom                                                   | różni                                 | strażnik w FSO (odc. 10)                                                                         |
| 1982                | Trzy plus jedna                                       | Petr Tucek                            |                                                                                                  |
| 1983                | Alternatywy 4                                         | Stanisław Bareja                      | strażnik na "Baker Street" (odc. 9)                                                              |
| 1986                | Tulipan                                               | Janusz Dymek, Andrzej Swat            | (odc. 3)                                                                                         |
| 1988−1990           | W labiryncie                                          | Paweł Karpiński                       | 2 role: mężczyzna na przyjęciu u Hellera, oficer milicji przeprowadzający konfrontację           |
| 1991                | Pogranicze w ogniu                                    | Andrzej Konic                         | kierownik grupy odpowiedzialnej za rozpieczętowanie niemieckiej poczty specjalnej (odc. 17 i 24) |
| 1991                | Panny i wdowy                                         | Janusz Zaorski                        | odźwierny w lokalu (odc. 4)                                                                      |
| 1992                | Żegnaj, Rockefeller                                   | Waldemar Szarek                       | magazynier w hurtowni (odc. 13)                                                                  |
| 1992                | Kuchnia polska                                        | Jacek Bromski                         | pan Tadeusz (odc. 4)                                                                             |
| 1995                | Sukces                                                | Krzysztof Gruber                      | recepcjonista w hotelu w Spychowie (odc. 8)                                                      |
| 1995                | Ekstradycja                                           | Wojciech Wójcik                       | stary pracownik UOP (odc. 3)                                                                     |
| 1997                | Sława i chwała                                        | Kazimierz Kutz                        | inspicjent w filharmonii (odc. 6)                                                                |
| 2000                | Przeprowadzki                                         | Leszek Wosiewicz                      | Lilpop, prezes fabryki (odc. 1)                                                                  |
| 2001                | M jak miłość                                          | różni                                 | jubiler (odc. 24)                                                                                |
| 2004                | Plebania                                              | różni                                 | pan Maciej (odc. 477 i 488)                                                                      |
| 2004                | Czego się boją faceci, czyli seks w mniejszym mieście | różni                                 | lekarz                                                                                           |
| 2005                | Plebania                                              | różni                                 | uczestnik kursu tańca (odc. 540)                                                                 |
| 2005                | Pitbull                                               | różni                                 | lekarz (odc. 2)                                                                                  |
| 2005                | Pensjonat pod Różą                                    | różni                                 | sędzia                                                                                           |
| 2010                | Ludzie Chudego                                        | Wojciech Adamczyk, Maciej Wojtyszko   | (odc. 7)                                                                                         |
| 2011−2016           | Ranczo                                                | Wojciech Adamczyk                     | Kusiba, radny z Dopiewa                                                                          |
| 2012                | Anna German                                           | Waldemar Krzystek, Aleksandr Timienko | wykładowca biologii                                                                              |

## Teatr telewizji
Wystąpił w kilku sztukach Teatru telewizji. Zagrał m.in. rolę Maurycego w spektaklu "Gruby" (1982r.).

## Nagrody i odznaczenia
- Srebrny Krzyż Zasługi (1985)